# یواس‌اس ایکس-۱
یواس‌اس ایکس-۱ (به انگلیسی: USS X-1) یک زیردریایی بود که طول آن ۴۹ فوت ۶ اینچ (۱۵٫۰۹ متر) بود. این زیردریایی در سال ۱۹۵۵ ساخته شد.